# Howard Jones
Cet article concerne le compositeur britannique. Pour le chanteur de Killswitch Engage, voir Howard Jones (Killswitch Engage).
John Howard Jones, né le 23 février 1955 à Southampton, est un chanteur, musicien et auteur-compositeur britannique. Il interprète dix singles parmi les 40 meilleurs au Royaume-Uni entre 1983 et 1986 ; six atteignent le top 10, dont What Is Love?, New Song et Things Can Only Get Better. Son album de 1984, Human's Lib, atteint la première place du classement britannique des albums. Dans le monde entier, Jones enregistre 15 succès parmi les 40 meilleurs singles entre 1983 et 1992. Son single No One Is to Blame de 1986 atteint la quatrième place des charts américains.
Jones est associé à la deuxième vague d'influence britannique aux États-Unis dans les années 1980. Stephen Thomas Erlewine, rédacteur en chef de AllMusic, le décrit comme « une des figures déterminantes de la pop-synthé du milieu des années 1980. » Il se produit lors du concert historique Live Aid en 1985.

## Biographie

### Jeunesse
Howard Jones passe ses premières années à Rhiwbina, une banlieue de Cardiff, dans le sud du pays de Galles, où il fréquente l'école primaire Heol Llanishen Fach, puis la Royal Grammar School de Whitchurch. Dès l'âge de sept ans, il étudie le piano. Il est plus tard scolarisé à la Royal Grammar School de High Wycombe, dans le Buckinghamshire. Né à Southampton de parents gallois il est l'aîné de quatre garçons. Ses frères, Roy, Martin et Paul, sont tous devenus musiciens.

### Débuts avec le groupe Warrior
La famille déménage au Canada alors qu'il est adolescent. Il forme alors son premier groupe appelé Warrior, citant leurs influences musicales de groupes tels que Genesis et Emerson, Lake and Palmer. Howard décrit leur musique comme étant du rock electro classique. Le groupe est formé de Howard Jones aux claviers, Paul Zeisler à la guitare, Roger Batchelor à la basse, Malcolm, dit Will Pitcher au chant et à la flûte, ainsi que Graham Pitcher à la batterie. Un album du groupe Warrior intitulé Invasion sort en 1972 sur le label Eden, décrit selon le site officiel de Howard Jones comme une rareté. 
Après son retour au Royaume-Uni, Jones étudie un an au Royal Northern College of Music de Manchester au milieu des années 1970, tout en jouant dans divers groupes. Il a rencontré le pratiquant bouddhiste Bill Bryant, qui a écrit les paroles de certaines de ses chansons et a eu une influence majeure sur lui à cette époque. Les frères Jones, sans Howard toutefois, avaient un groupe appelé Red Beat à la fin des années 1970. Ce groupe était formé de Roy Jones à la basse, au piano et au chant, Paul Jones à la batterie, Martin Jones et Kevin Mann à la guitare, Majid Ahmed qui serait éventuellement remplacé par Chris Thompson à la basse. Trois singles sont parus entre 1979 et 1982. Après avoir découvert le synthétiseur en 1979, Howard en a commandé un mais en a reçu deux par accident!

### Carrière

#### Années 1980
Jones apparut en tant qu'artiste solo dans des lieux locaux à High Wycombe, avant d'inviter l'artiste de mime Jed Hoile à effectuer une chorégraphie improvisée tandis qu'il jouait. En 1983, il a joué au Marquee Club à Londres et a invité les maisons de disques à venir le voir jouer. Après une session de la BBC Radio 1, Jones a obtenu des places de soutien auprès de China Crisis et de Orchestral Manoeuvres in the Dark (OMD) avant de signer avec Warner Music Group (WMG) au milieu de 1983. Il a cité des influences telles que OMD, (dont la chanson Enola Gay a été reprise par Jones dans les premiers concerts), Keith Emerson et Stevie Wonder. 
Son premier single, New Song, est sorti en septembre 1983. Il atteint le Top 30 aux États-Unis et le Top 5 au Royaume-Uni. Il a fait ses débuts au Top of the Pops de la chaîne de télévision BBC, le 22 septembre 1983, et a vu sa performance différée sur une télévision empruntée reposant sur une planche à repasser avant un concert à l'Université de Kent. Quatre autres hits au cours des douze prochains mois et un album numéro 1 au Royaume-Uni, Human's Lib, qui est finalement devenu double platine. Bill Bryant a été crédité d’avoir écrit conjointement les paroles de six chansons de l’album. New Song, What Is Love? Et Pearl in the Shell se sont bien comportées en 1983 et 1984. Human's Lib a été certifié or et platine dans plusieurs pays. Ses parents dirigeaient son fan club. 
À l'été 1984, il publie Like to Get to Know You Well, qui selon lui, est « dédié à l'esprit originel des Jeux olympiques. » Bien que ce ne soit pas un hymne olympique officiel pour les Jeux de Los Angeles cet été-là, ce fut un succès mondial. Il a atteint le numéro 4 du classement des singles britanniques. La pochette du single comportait le titre de la chanson en dix langues différentes, tandis que Jones chantait la ligne de titre en français et en allemand sur la version 12". La chanson figurait également dans le film Better Off Dead (1985) et le jeu vidéo Grand Theft Auto: Vice City Stories (2006). 
Le second album de Jones était un album de remix. Il contenait six chansons, dont toutes sauf une avaient déjà été publiées, mais qui apparaissaient dans des formats allongés, y compris la version multilingue de Like to Get to Know You Well. L'album a été certifié or au Royaume-Uni. 
En 1985, Jones publie son deuxième album studio, Dream into Action, qui comprend l'accompagnement vocal du trio Afrodiziak. Ce groupe a inclus Caron Wheeler et Claudia Fontaine. Son frère Martin Jones y jouait la basse. Il a dû ajouter une corde supplémentaire à son instrument pour jouer certaines lignes de basse, qui avaient été initialement marquées pour les claviers. L'un des morceaux de l'album, No One Is to Blame, a été réenregistré plus tard, mettant en vedette Phil Collins en tant que batteur, choriste et producteur. Cette deuxième version figure sur le EP américain de Jones Action Replay, ainsi que sur le prochain album One to One. L'album le plus populaire de Jones, Dream Into Action,  a atteint le numéro deux au Royaume-Uni et le numéro 10 aux Étais-Unis est resté sur les charts américain pendant presque un an. Les singles Life In One Day, Things Can Only Get Better et Look Mama sont apparus sur cet album. En juillet 1985, Jones s'est produit au stade de Wembley dans le cadre du concert Live Aid, chantant son succès Hide and Seek de 1984 et jouant du piano. Il a également entamé une tournée mondiale. 
Son EP Action Replay est sorti en 1986. Il comprenait la version remixée de No One Is to Blame. La chanson était le plus grand succès américain de Howard Jones, atteignant le numéro 4 sur les charts. Cependant, à ce moment-là, sa fortune changeait dans son Royaume-Uni natal, et No One Is to Blame culminait au numéro 16. Son prochain single, All I Want, culminait au numéro 35 et serait son dernier au Royaume-Uni. Jones sortit son troisième album studio, One to One, en octobre 1986, qui atteignit le numéro 10 au Royaume-Uni et serait son dernier album à succès au Royaume-Uni, en dépit de son statut de disque d'or. Aux États-Unis, cependant, Jones a continué de remplir de grandes arènes et le single You Know I Love You... Don't You? est entré dans le top vingt en 1986 sur les charts du Billboard Hot 100 Singles.
En juin 1988, Jones joue au Festival de la jeunesse d'Amnesty International au Milton Keynes Bowl. L’album suivant de Jones, Cross That Line (1989), n’a pas été très performant au Royaume-Uni. Cependant, les singles Everlasting Love (1989), son deuxième numéro 1 sur les titres US Hot Adult Contemporary, après No One Is To Blame et The Prisoner (1989) ont été enregistrés aux États-Unis. Jones a continué de jouer dans de grandes salles aux États-Unis à la fin des années 1980, et la tournée Cross That Line a eu lieu en 1989 dans les salles principales aux États-Unis

#### Années 1990
En 1992, l'album In the Running de Jones n'obtient pas un grand succès au Royaume-Uni. Cependant, le single Lift Me Up (1992) a fait bonne impression aux États-Unis.
Après avoir passé 10 ans sur le label Warner Music, The Best of Howard Jones a été publié en 1993. L'album a culminé au 36e rang au Royaume-Uni, et en 2005 (12 ans après sa sortie). il a été certifié argent par le BPI pour plus de 60 000 exemplaires vendus au Royaume-Uni. 
Jones a eu du succès en tant que compositeur pour d’autres artistes au début des années 1990. Il a coécrit les hits de Dance Music Heaven Give Me Words et Your Wildlife avec les membres du groupe Propaganda. Les chansons sont apparues sur l'album 1234 de 1990; Heaven Give Me Words a atteint le numéro 22 sur le thème "Adult Contemporary" et Your Wildlife a atteint le numéro 22 sur les charts Dance Music / Club Play Singles. 
Après que le contrat de Jones avec WMG ait expiré, il s'est concentré sur la production, l'écriture de chansons et la gestion d'un restaurant.  Il a créé son propre label, Dtox, en publiant plusieurs albums, tels que Working in the Backroom, produit dans son propre studio d’enregistrement (The Shed). L'album, qui s'est vendu à plus de 20 000 exemplaires au cours de la première année de publication, n'a été rendu disponible que lors de concerts et sur son site Web officiel. 
Jones a effectué une tournée aux États-Unis et en Europe au cours des deux prochaines années. Live Acoustic America est sorti en 1996 et People en 1998. 
Le titre If You Love figurait sur la bande originale de la série télévisée Party of Five. Jones a continué à produire et à écrire pour un certain nombre d'artistes au milieu et à la fin des années 1990, notamment Martin Grech, DBA et Sandie Shaw.

#### Années 2000
En 2001, Jones joue des claviers et chante lors de la tournée de Ringo Starr & His All-Starr Band, avec Ian Hunter et Roger Hodgson à la guitare aux claviers et au chant, Greg Lake à la basse, à la guitare acoustique et au chant ainsi que Sheila E. aux percussions, à la batterie et au chant. Trois albums sont parus de cette tournée, King Biscuit Flower Hour Presents Ringo & His New All-Starr Band en 2002, Extended Versions en 2003 et Ringo Starr and Friends en 2006.
Le 20 septembre 2003, Jones donna un concert à Shepherds Bush Empire, à Londres, à l'occasion de son 20e anniversaire, commémorant la sortie de son premier single. Il a été rejoint par Midge Ure et Nena, ainsi que par son artiste mime, Jed Hoile. Un enregistrement de ce concert a ensuite été publié sur DVD. Jones continua à tourner et à écrire de nouvelles musiques, collaborant avec Robbie Bronnimann pour écrire et produire de la musique pour The Sugababes, ainsi que de son album de 2005, Revolution of the Heart. Il a joué dans des concerts aux États-Unis, en Italie, en Allemagne et en Suède et a joué plusieurs fois au Festival d'Édimbourg en 2006. La même année, Jones fournit sa voix pour la chanson Into the Dark de Ferry Corsten pour l'album de ce dernier, L.E.F. Jones a également réenregistré Things Can Only Get Better en Simlish, la langue fictive parlée par des personnages de Electronic Arts, The Sims 2. Jones a également figuré sur la reprise de No One Is to Blame de Katrina Carlson, qui est entrée dans le classement américain Hot Adult Contemporary Tracks en 2007. 
En octobre 2006, Jones a publié Building Our Own Future, en tant que l'un des artistes établis cherchant à utiliser les podcasts comme nouveau moyen de promouvoir leur musique et leurs tournées. La chanson a fait ses débuts au numéro 1 du PMC Top10 le 29 octobre 2006 et a passé quatre semaines en haut du classement. La chanson de Howard Revolution of the Heart quant à elle a passé cinq semaines au numéro 1 du PMC Top10 en 2007 et a terminé l'année en tant que chanson numéro 2 dans son compte à rebours annuel.
Howard Jones entame une tournée acoustique en Australie en 2007, commençant à Brisbane et se terminant le 5 avril à Perth. L'album Revolution Remixed & Surrounded est suivi en novembre par Live in Birkenhead. Jones a joué un autre ensemble acoustique, avec d'autres numéros des années 1980, au Retrofest, le 1er septembre 2007 au Culzean Castle, dans le comté d'Ayrshire en Écosse. Jones est également allé dans les studios avec The Young Punx pour enregistrer les voix pour leur version de l'été 2008, And the Feel Goes On.
Jones est membre de Sōka Gakkai International et est directeur musical de l’un de ses chœurs, le "Glorious Life Chorus". Le chœur interprète certaines de ses chansons dans son répertoire, notamment Building Our Own Future et Respected. Il est retourné en Australie à nouveau en 2009, accompagné cette fois de la chanteuse Laura Clapp et du technologue musical Robbie Bronnimann. Le 26 février 2009, Jones était à la première britannique du nouveau V-Piano de Roland à Bristol et a joué Hide and Seek. Il continue de tourner et joue le Big Hair Affair  2009 le 1er août 2009 au Ryedale Arena, à Pickering, dans le Yorkshire du Nord.
Ordinary Heroes est sorti en novembre 2009. Il fait ensuite une tournée à Londres, Cardiff et Manchester avec une section de cordes et le chœur Morriston Orpheus (au St David's Hall de Cardiff). Un single, Soon You'll Go, a précédé le lancement de l'album.
Jones est membre du conseil d'administration de la Featured Artists Coalition, fondée en 2009.

#### Années 2010
Le 29 novembre 2011, une tournée au Royaume-Uni a été annoncée. Human's Lib et Dream Into Action ont été joués en avril 2012 sur huit sites. Une série radiophonique hebdomadaire coïncidait avec une tournée intitulée Electronic 80's avec Howard Jones sur Absolute Radio. 
En 2012, il est apparu dans The Song That Changed My Life sur BYUtv, la station de télévision par câble de l'université Brigham Young. En 2015, la parution de Engage a été faite sur le disque de Jones, D-TOX Records. En 2016, il est parti en tournée, soutenant les Barenaked Ladies comme première partie de leur tournée "Last Summer on Earth" aux États-Unis, réunissant Orchestral Manoeuvres in the Dark. 
En 2018, Jones rejoint le musicien Steve Hogarth de Marillion en assistant au dévoilement d'une sculpture en hommage à David Bowie à Aylesbury, dans le Buckinghamshire.
Son dernier album, Transform, est sorti le 10 mai 2019. Il comporte trois collaborations avec le musicien électronique BT. 

### Médias
Jones a parlé de la perception négative des médias à son égard. En 2006, il a déclaré : "Mes chansons ne traitent ni de drogue, ni de débauche, ni de rock and roll. Elles parlent de pensée positive et de défi des idées des gens. Je n'étais pas à la mode. Je n'ai jamais eu de bonnes critiques. Mais je suis fier du fait que les médias ne m'aimaient pas… La musique pop est tellement réactionnaire et fanatique. Et j'ai découvert que ce qui est cool est souvent très superficiel et passager".

### Vie privée
Jones est marié à Jan Smith. 
À la fin des années 1980, Howard Jones a commencé à pratiquer le bouddhisme Nichiren en tant que membre de l’association bouddhiste mondiale Soka Gakkai International; il a reconnu sa pratique quotidienne consistant à réciter "Namu myoho renge kyo" (je me consacre au Sutra du Lotus) depuis 1991 comme "ayant un effet profondément positif sur ma vie".
En 2006, Jones résidait à Creech St Michael, près de Taunton, dans le Somerset. Il est végétarien.

## Discographie

### Albums studio
Warrior
- 1972 : Invasion

Howard Jones
- 1984 : Human's Lib
- 1985 : Dream into Action
- 1986 : One to One
- 1989 : Cross That Line
- 1992 : In the Running
- 1998 : People
- 2005 : Revolution in the Heart
- 2009 : Ordinary Heroes
- 2015 : Engage
- 2019 : Transform
- 2022 : Dialogue
- 2025 : Piano Composed

### Compilations sélectives et Albums en public
- 1984 : The 12" Album (Album de remixes)
- 1993 : The Best of Howard Jones
- 1996 : Live Acoustic America (enregistré le 28/04/1992 au Variety Arts Theater à Los Angeles)
- 2000 : Perform.00 - Best of 2000 (Titres standards réenregistrés)
- 2002 : The Peaceful Tour Live
- 2003 : The Very Best of Howard Jones
- 2017 : Best of 1983-2017
- 2021 : At the BBC (Coffret 5CD sessions BBC période 1983-1987)
- 2022 : Live in Japan (Enregistré à la NHK Hall à Tokyo le 23/09/1984)
- 2023 : Celebrate It Together: The Best of Howard Jones 1983-2023
- 2024 : Live at the O2 (Concert enregistré au O2 Arena le 24/03/2024)

### AvecRingo Starr
- 2002 : King Biscuit Flower Hour Presents Ringo and His New All-Starr Band
- 2003 : Extended Versions
- 2006 : Ringo Starr and Friends

### Band Aid
- 1984 : Do They Know It's Christmas? - Single Avec Phil Collins, Sting, Boy George, Midge Ure, Bob Geldof, etc.

### Live Aid
- 2004 : Live Aid - Howard Jones interprète Hide and Seek - DVD